# Gongyi Xiqiao
Gongyi Xiqiao (in cinese 公益西桥S, Gōngyì xīqiáo zhànP) è una stazione della linea 4 della metropolitana di Pechino. Fino al 30 dicembre 2010, quando venne inaugurata la Linea Daxing, la stazione rappresentava il capolinea meridionale della Linea 4. Anche se la linea 4 e la linea Daxing condividono lo stesso percorso e lo stesso servizio, formalmente sono considerate due linee separate e per questo la stazione di Gongyi Xiqiao funge da spartiacque tra la fine della competenza della Linea 4 e l'inizio della Linea Daxing.

## Posizione
La stazione di Gongyi Xiqiao è collocata a sud della città di Pechino, all'incrocio tra West Majiapu Road e North Fengzhuyuan Road, in concomitanza dell'intersezione tra Majiapu West Road e la porzione sud del quarto anello.

## Struttura e impianti
La stazione è formata da una doppia banchina mediana sotterranea.
La stazione è dotata di cinque ingressi e uscite, indicati con le lettere A, B, C, D e E. L'uscita B è accessibile anche ai portatori di handicap grazie alla presenza di ascensori.

## Interscambi
- Fermata autobus 377, 400, 474, 511, 556, 602, 646, 685, 825, 954, 990, 专145, 专209

## Servizi
La stazione dispone di:
- Accessibilità per portatori di handicap (solo uscita B)
- Ascensori (solo uscita B)
- Scale mobili
- Emettitrice automatica biglietti
- Servizi igienici
- Sportello automatico
- Distributori automatici
- Stazione video sorvegliata
- Ufficio polizia

### Orari

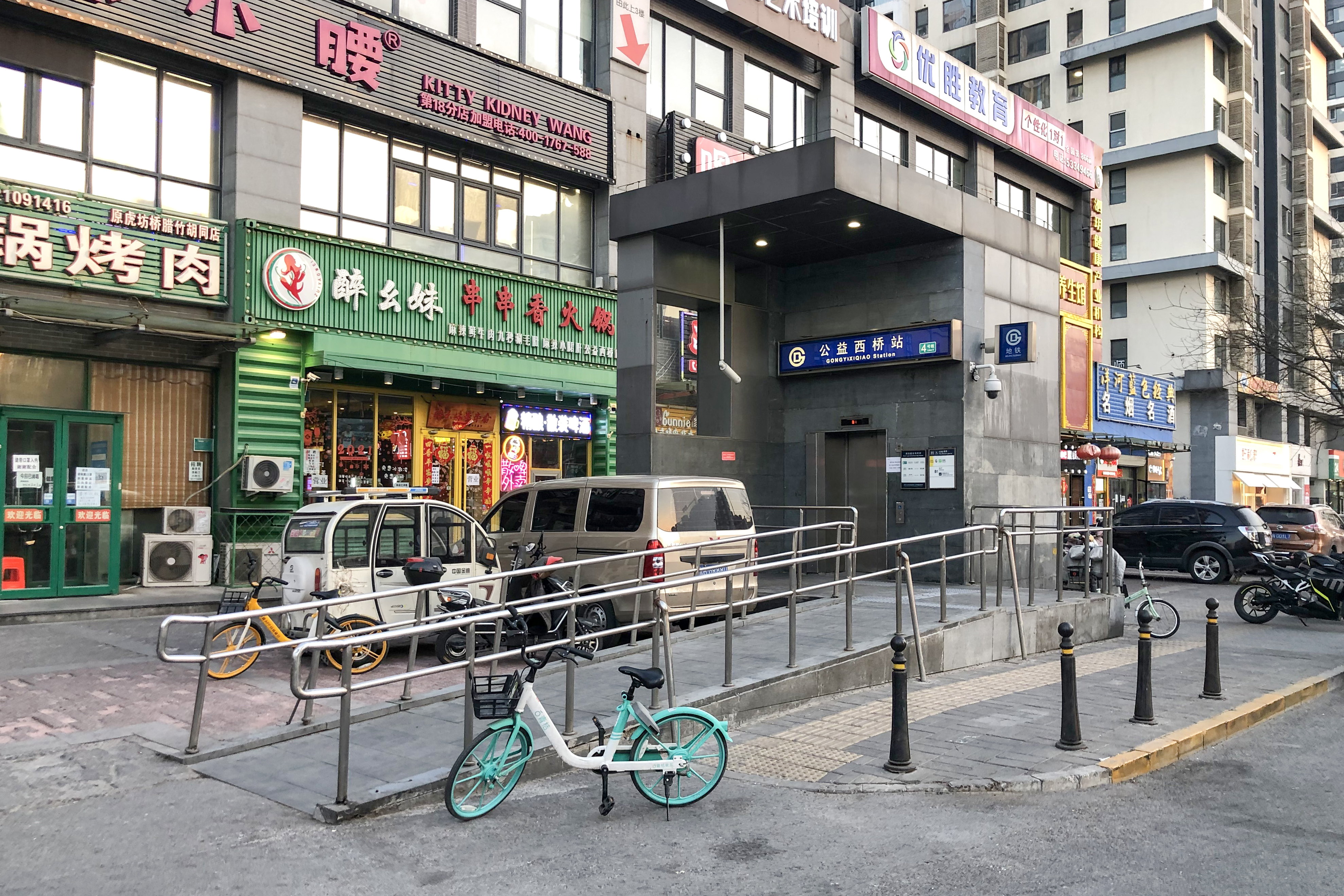
Ingresso B della stazione di Gongyi Xiqiao, accessibile anche tramite ascensore.

Condividendo il percorso con la Linea Daxing, dalla stazione di Gongyi Xiqiao si operano i servizi come segue:
- Un servizio che copre l'intera tratta, da Anheqiao Nord, da dove inizia la Linea 4, fino a Tiangongyuan, capolinea della Linea Daxing.[4]
- Un servizio ridotto che copre l'intera Linea 4 al quale si aggiunge la fermata Xingong della Linea Daxing, la prima stazione della Linea Daxing, quindi offrendo corse da Anheqiao Nord a Xingong. I passeggeri che intendono proseguire verso sud devono scendere e cambiare binario in direzione Tiangongyuan.[5]

La prima corsa direzione Anheqiao Nord parte tutti i giorni alle 5:03 da Gongyi Xiqiao, mentre l'ultima alle 23:16. In direzione Tiangongyuan (linea Daxing), il primo treno è alle ore 5:49 mentre l'ultimo alle 23:26. Inoltre, relativamente al servizio ridotto della linea, l'ultima corsa da Anheqiao Nord parte alle 22:48 e termina a Gongyi Xiqiao alle 23:39.

### Tariffazione
- Gongyi Xiqiao — Xingong (condiviso con la linea Daxing)
- Gongyi Xiqiao — Tiangongyuan (condiviso con la linea Daxing)
- Gongyi Xiqiao — Anheqiao Nord (linea 4)

La tariffazione parte da un prezzo di ¥3 (circa €0,40) a seconda della distanza di viaggio totale da percorrere, fino a un massimo di ¥6 (circa €0,80).